# Нова Павлувка
Нова Павлувка (пол. Nowa Pawłówka) — село в Польщі, у гміні Пшеросль Сувальського повіту Підляського воєводства.
Населення — 150 осіб (2011).
У 1975-1998 роках село належало до Сувальського воєводства.

## Демографія
Демографічна структура станом на 31 березня 2011 року:
|          | Загалом | Допрацездатний вік | Працездатний вік | Постпрацездатний вік |
| -------- | ------- | ------------------ | ---------------- | -------------------- |
| Чоловіки | 73      | 23                 | 42               | 8                    |
| Жінки    | 77      | 31                 | 30               | 16                   |
| Разом    | 150     | 54                 | 72               | 24                   |